# Dichomeris ligulella
Dichomeris ligulella (tên tiếng Anh: Sâu cọ) là một loài bướm đêm thuộc họ Gelechiidae. Loài này có ở miền đông Bắc Mỹ.
Sải cánh dài 15–18 mm. Con trưởng thành bay từ tháng 4 đến tháng 10. Có một lứa một năm.
Ấu trùng ăn táo, hackberry, cây phỉ và sồi. 

## Hình ảnh

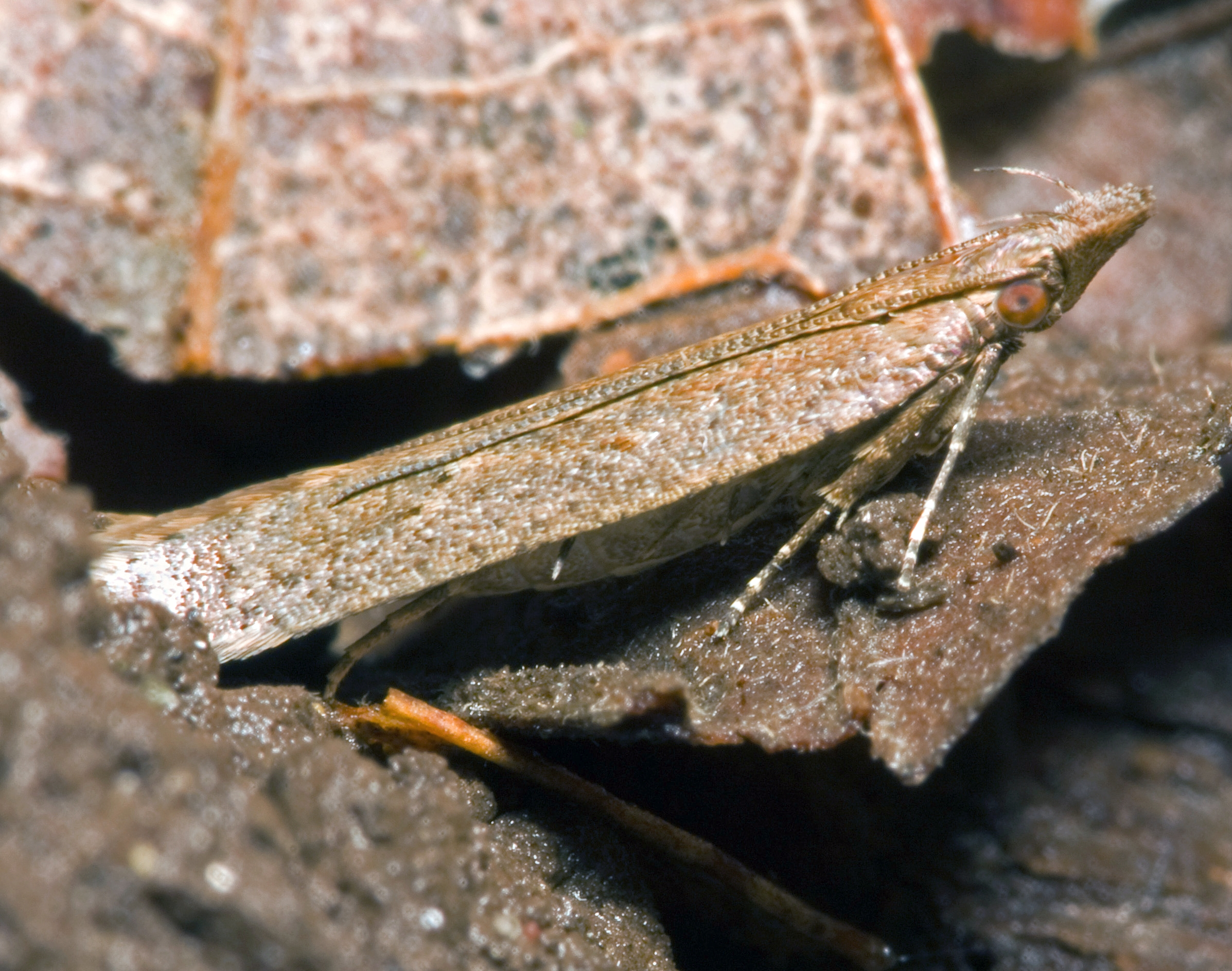